# Hans van Assumburg
Hans van Assumburg (Breda, 2 november 1921 – Amsterdam, 21 december 1975), pseudoniem van Cornelis Johannes Maria Fens, was een Nederlands schrijver en journalist.

## Werk
Hans van Assumburg was het meest bekende pseudoniem van deze schrijver en journalist. Niet alle medewerkers van uitgeverijen wisten dat dit niet zijn echte naam was. Een van de redenen voor zijn pseudoniem was dat Van Assumburg verwarring wilde voorkomen met de recensent Kees Fens, een volle neef van hem. Naast de naam "Hans van Assumburg" schreef hij ook onder namen als Kees van Ginneken, Hans van Zuydveen, Karin de Leeuw en Liesbeth van Hierden. Onder zijn eigen naam zijn er geen publicaties van hem bekend. Van Assumburgs boeken kunnen worden onderverdeeld in
- romans en novellen; onder meer de volgende genres:
  - damesromans
  - spionage
  - romans spelend in Amsterdamse milieus
  - streekromans over het christelijke en katholieke platteland. Van Assumburg had een grote kennis van het katholieke geloof, maar was niet praktiserend.
- jeugdboeken
- informatieve boeken (waaronder enkele over een van zijn hobby's, de hengelsport). Voor deze laatste categorie verzorgde hij soms ook zelf de foto's Van Assumburg was een verwoed amateurfotograaf.

Autobiografische elementen in zijn boeken zijn het feit dat de hoofdfiguur in een aantal gevallen een freelance schrijver/journalist is, en de verhuizingen van personen of gezinnen van en naar de grote stad. In veel gevallen speelt het verhaal zich afwisselend af in een (fictief?) dorp nabij Breda en in Amsterdam.
Als journalist werkte hij onder andere voor de Zandvoortse Courant (zie externe link). Voor De Lach, waaraan hij ook enige tijd als redacteur verbonden is geweest, schreef hij in de jaren zestig onder meer een column "Kloris en Roosje, een cafégesprek aan de bar" en een interview met Fred Kaps. In het katholieke damesblad Beatrijs schreef hij begin jaren zestig enkele korte verhalen. Veel van zijn boeken zijn uitgegeven door De Lanteern in Utrecht en later door uitgeverij Westers in diezelfde plaats. Ook werden enkele van zijn boeken aanvankelijk gepubliceerd als vervolgverhaal in het maandblad Sales, een uitgave van de Oblaten van de Heilige Franciscus van Sales.
Van Assumburg vertaalde ook boeken vanuit het Engels.

### Onder het pseudoniem Hans van Assumburg

#### Romans
- Tournée
- Mensen op drift
- De tweede vrouw
- Ontastbaar gebied
- Verwaarloosd geluk

#### Informatief
- De naald in de groef
- Kijk op vissen
- Waar de klepel hangt
- Met schering en inslag

### Onder het pseudoniem Kees van Ginneken
- Balans in de nacht
- De eenzame weg
- Geef ons een huis
- Niet te vergeefs
- De redding van Werner Kutscher
- Chez Nanette
- Gevecht met de schaduw
- De andere toekomst
- Dorp in onrust
- Dubbelspion (samen met Carl Lans)

### Onder het pseudoniem Hans van Zuydveen
- Opleiding voor de dood
- Hij wist er alles van
- Onaantastbaar gebied
- Toernooi
- De ondergang van de Mississippi
- Carnaval (over het Carnaval in Oeteldonk )
- Oase
- De doden begraven zichzelf
- Noodlanding

## Trivia
In het boek "Kijk op vissen" bestaat het voorwoord uit een briefwisseling tussen Hans van Assumburg en zijn alter ego Hans van Zuydveen